# 북극 이사회

북극 이사회
회원국
옵서버

북극 이사회(北極理事會, 영어: Arctic Council)는 1996년에 발족한 북극에 관한 여러 현안을 논의하는 정부간 협의 기구이다. 북극에 인접한 노르웨이, 덴마크, 러시아, 미국, 스웨덴, 아이슬란드, 캐나다, 핀란드의 여덟 나라가 회원국이다. 북극 이사회의 목적은 지속가능한 개발과 환경보호를 비롯한 공동문제에 있어 몇몇 원주민 공동체의 참여 아래 모든 북극 연안국의 협력, 조율, 상호활동을 도모하는 것이다.

## 회원국
북극권에 영토가 있는 나라만이 회원국의 자격이 있다.
- 노르웨이
- 덴마크: 다음 속령도 함께 대표한다.
  - 그린란드
  - 페로 제도
- 러시아
- 미국
- 스웨덴
- 아이슬란드
- 캐나다
- 핀란드

## 옵서버국 (Observer)

### 옵서버
북극 이사회에서 2년마다 열리는 장관 회의의 승인을 거쳐 북극권 이외의 나라도 옵서버 자격을 얻을 수 있다. 2013년 5월 현재, 12개 나라가 영구 옵서버 자격을 얻었다. 영구 옵서버 국가는 북극 이사회의 회의에 초청된다.
- 네덜란드
- 대한민국
- 독일
- 스페인
- 싱가포르
- 영국
- 이탈리아
- 인도
- 일본
- 중화인민공화국
- 폴란드
- 프랑스
- 스위스

### 임시 옵서버
임시 옵서버국은 참석 허락을 얻고 개별 회의에 참가할 수 있다. 요청은 관례적인 것이며, 대부분 승인이 이뤄진다.
- 유럽 연합
- 터키

## 같이 보기
- 남극 조약